# Costigliole d’Asti
Costigliole d’Asti ist eine Weinbaugemeinde in der norditalienischen Provinz Asti, Region Piemont.

## Lage und Einwohner
Costigliole d’Asti liegt knapp 16 km südlich von der Provinzhauptstadt Asti entfernt. Die Gemeinde besteht aus den Ortsteilen (Fraktion und Circoscrizione|Frazioni) Annunziata, Boglietto, Bionzo, Burio, Case Marchisio, Loreto, Motta, Sant’Anna, Santa Margherita und Sabbionassi. Sie hat 5646 Einwohner (Stand 31. Dezember 2023).
Die Nachbargemeinden Costigliole d’Astis sind Agliano Terme, Antignano, Calosso, Castagnole delle Lanze, Castiglione Tinella, Govone, Isola d’Asti, Montegrosso d’Asti und San Martino Alfieri.

## Bevölkerungsentwicklung
(Quelle: ISTAT – grafische Darstellung für Wikipedia)

## Gemeindepartnerschaften
Weinsberg, Baden-Württemberg, seit 2000

## Kulinarische Spezialitäten
Auf 1200 Hektar wird Wein angebaut, was Costigliole d’Asti zu einer der größten Weinbaugemeinden Italiens macht. Die hauptsächlich angepflanzten Rebsorten sind Barbera und Moscato. Die Weinberge gehören zu den DOC-Regionen Piemonte, Barbera del Monferrato, Grignolino d’Asti, Monferrato und Freisa d’Asti. Die Muskateller-Rebe für den Asti Spumante, einen süßen DOCG-Schaumwein mit geringem Alkoholgehalt sowie für den Stillwein Moscato d’Asti wird hier ebenfalls angebaut. In Costigliole d’Asti werden ebenfalls Reben der Sorte Barbera für den Barbera d’Asti, einen Rotwein mit DOCG Status angebaut.
Im Schloss von Costigliole ist seit 1997 das (1991 in Turin gegründete) Italian Culinary Institute for Foreigners (ICIF) angesiedelt, das sich der Aus- und Weiterbildung ausländischer Köche in der italienischen Kochkunst widmet.

## Söhne und Töchter der Gemeinde
- Virgilio Bellone (1907–1981), Ordenspriester und Musiker
- Luigi Testore (* 1952), römisch-katholischer Geistlicher, Bischof von Acqui